# L'Île-Rousse
L'Île-Rousse là một xã trong vùng hành chính Corse, thuộc tỉnh Haute-Corse, quận Calvi (quận), tổng L'Île-Rousse. L'Île-Rousse nằm trên độ cao trung bình là 15 mét trên mực nước biển, có điểm thấp nhất là 0 mét và điểm cao nhất là 151 mét. Xã có diện tích 2,5 km², dân số vào thời điểm 1999 là 2.774 người; mật độ dân số là 1109 người/km².

## Thông tin nhân khẩu
| 1962  | 1968  | 1975  | 1982  | 1990  | 1999  |
| ----- | ----- | ----- | ----- | ----- | ----- |
| 1.678 | 2.036 | 2.360 | 2.632 | 2.288 | 2.774 |